# オキクラゲ
オキクラゲ (Pelagia noctiluca) は、オキクラゲ科に属するクラゲの一種である。台湾から函館にかけての黒潮流域に多く生息する。6月 - 8月に日本沿岸でみられる。傘径7cmほど、半球形で紫紅色の傘の表面全体に細かい刺胞群の突起を持ち、8本の触手とレース状の4本の口腕を持つ。刺胞毒は強い。黄色を帯びた鮮やかな体色と15cmほどの口腕が特徴である。成長すると体色は紫色や赤茶色を帯びる。
外洋性で台風や風が強い時に集団で押し寄せてくることがあり、海水浴客が被害を受ける場合がある。
プラヌラ幼生からポリプを作らず、直接エフィラへ変態する。刺激を与えると発光する。